# Fernando Borrero
Fernando Marcelo Borrero (Buenos Aires, 15 december 1968)  is een voormalig volleyballer uit Argentinië. Hij nam eenmaal deel aan de Olympische Spelen (1996) en eindigde bij die gelegenheid met de nationale ploeg op de achtste plaats in de eindrangschikking. Onder leiding van bondscoach Daniel Castellani won Borrero in 1995 de gouden medaille met de nationale selectie bij de Pan-Amerikaanse Spelen in Mar del Plata. Hij speelde als midden-blokker onder meer voor Knack Roeselare.